# الحيمرات (سيئون)

تعديل مصدري - تعديل

الحيمرات هي إحدى قرى عزلة سيئون بمديرية سيئون التابعة لمحافظة حضرموت، بلغ تعداد سكانها 59 نسمة حسب تعداد اليمن لعام 2004.